# Distretti del Bangladesh

I distretti con le relative densità di popolazione (2011)

I distretti del Bangladesh sono la suddivisione territoriale di secondo livello del Paese, dopo le divisioni, e sono in tutto 64 (dato al 2015). Comprendono a loro volta oltre 500 sottodistretti (upazila o thana).

## Lista
Divisione di Barisal
| Distretto               | Capoluogo        | Popolazione (2011) | Superficie (km²) |
| ----------------------- | ---------------- | ------------------ | ---------------- |
| Distretto di Barguna    | Barguna Sadar    | 892 781            |                  |
| Distretto di Barisal    | Barisal          | 2 324 310          |                  |
| Distretto di Bhola      | Bhola            | 1 776 795          |                  |
| Distretto di Jhalakati  | Jhalakati Sadar  | 682 669            |                  |
| Distretto di Patuakhali | Patuakhali Sadar | 1 535 854          |                  |
| Distretto di Pirojpur   | Pirojpur Sadar   | 1 113 257          |                  |

Divisione di Chittagong
| Distretto                 | Capoluogo          | Popolazione (2011) | Superficie (km²) |
| ------------------------- | ------------------ | ------------------ | ---------------- |
| Distretto di Bandarban    | Bandarban Sadar    | 388 335            |                  |
| Distretto di Brahmanbaria | Brahmanbaria Sadar | 2 840 498          |                  |
| Distretto di Chandpur     | Chandpur Sadar     | 2 416 018          |                  |
| Distretto di Chittagong   | Chittagong         | 7 616 352          |                  |
| Distretto di Comilla      | Comilla            | 5 387 288          |                  |
| Distretto di Cox's Bazar  | Cox's Bazar        | 2 289 990          |                  |
| Distretto di Feni         | Feni               | 1 437 371          |                  |
| Distretto di Khagrachhari | Khagrachhari       | 613 917            |                  |
| Distretto di Lakshmipur   | Lakshmipur Sadar   | 1 729 188          |                  |
| Distretto di Noakhali     | Noakhali           | 3 108 083          |                  |
| Distretto di Rangamati    | Rangamati          | 595 979            |                  |

Divisione di Dacca
| Distretto                | Capoluogo        | Popolazione (2011) | Superficie (km²) |
| ------------------------ | ---------------- | ------------------ | ---------------- |
| Distretto di Dacca       | Dacca            | 12 043 977         |                  |
| Distretto di Faridpur    | Faridpur         | 1 912 969          |                  |
| Distretto di Gazipur     | Gazipur          | 3 403 912          |                  |
| Distretto di Gopalganj   | Gopalganj        | 1 172 415          |                  |
| Distretto di Jamalpur    | Jamalpur         | 2 292 674          |                  |
| Distretto di Kishoreganj | Kishoreganj      | 2 911 907          |                  |
| Distretto di Madaripur   | Madaripur Sadar  | 1 165 952          |                  |
| Distretto di Manikganj   | Manikganj Sadar  | 1 392 867          |                  |
| Distretto di Munshiganj  | Munshiganj Sadar | 1 445 660          |                  |
| Distretto di Mymensingh  | Mymensingh       | 5 110 272          |                  |
| Distretto di Narayanganj | Narayanganj      | 2 948 217          |                  |
| Distretto di Narsingdi   | Narsingdi Sadar  | 2 224 944          |                  |
| Distretto di Netrokona   | Netrokona Sadar  | 2 229 642          |                  |
| Distretto di Rajbari     | Rajbari Sadar    | 1 049 778          |                  |
| Distretto di Shariatpur  | Shariatpur Sadar | 1 155 824          |                  |
| Distretto di Sherpur     | Sherpur          | 1 358 325          |                  |
| Distretto di Tangail     | Tangail          | 3 605 083          |                  |

Divisione di Khulna
| Distretto              | Capoluogo       | Popolazione (2011) | Superficie (km²) |
| ---------------------- | --------------- | ------------------ | ---------------- |
| Distretto di Bagerhat  | Bagerhat Sadar  | 1 476 090          |                  |
| Distretto di Chuadanga | Chuadanga Sadar | 1 129 015          |                  |
| Distretto di Jessore   | Jessore         | 2 764 547          |                  |
| Distretto di Jhenaidah | Jhenaidah Sadar | 1 771 304          |                  |
| Distretto di Khulna    | Khulna          | 2 318 527          |                  |
| Distretto di Kushtia   | Kushtia         | 1 946 838          |                  |
| Distretto di Magura    | Magura Sadar    | 918 419            |                  |
| Distretto di Meherpur  | Meherpur Sadar  | 655 392            |                  |
| Distretto di Narail    | Narail Sadar    | 721 668            |                  |
| Distretto di Satkhira  | Satkhira Sadar  | 1 985 959          |                  |

Divisione di Mymensingh=== 
- È stata istituita nel 2015 mediante scorporo dalla divisione di Dacca.

| Distretto               | Capoluogo       | Popolazione | Superficie (km²) |
| ----------------------- | --------------- | ----------- | ---------------- |
| Distretto di Jamalpur   | Jamalpur        |             |                  |
| Distretto di Mymensingh | Mymensingh      |             |                  |
| Distretto di Netrokona  | Netrokona Sadar |             |                  |
| Distretto di Sherpur    | Sherpur         |             |                  |

Divisione di Rajshahi
| Distretto                     | Capoluogo              | Popolazione (2011) | Superficie (km²) |
| ----------------------------- | ---------------------- | ------------------ | ---------------- |
| Distretto di Bogra            | Bogra                  | 3 400 874          |                  |
| Distretto di Joypurhat        | Joypurhat Sadar        | 913 768            |                  |
| Distretto di Naogaon          | Naogaon Sadar          | 2 600 157          |                  |
| Distretto di Natore           | Natore Sadar           | 1 706 673          |                  |
| Distretto di Chapai Nawabganj | Chapai Nawabganj Sadar | 1 647 521          |                  |
| Distretto di Pabna            | Pabna                  | 2 523 179          |                  |
| Distretto di Rajshahi         | Rajshahi               | 2 595 197          |                  |
| Distretto di Sirajganj        | Sirajganj              | 3 097 489          |                  |

Divisione di Rangpur
| Distretto                | Capoluogo         | Popolazione (2011) | Superficie (km²) |
| ------------------------ | ----------------- | ------------------ | ---------------- |
| Distretto di Dinajpur    | Dinajpur          | 2 990 128          |                  |
| Distretto di Gaibandha   | Gaibandha Sadar   | 2 379 255          |                  |
| Distretto di Kurigram    | Kurigram Sadar    | 2 069 273          |                  |
| Distretto di Lalmonirhat | Lalmonirhat Sadar | 1 256 099          |                  |
| Distretto di Nilphamari  | Nilphamari Sadar  | 1 834 231          |                  |
| Distretto di Panchagarh  | Panchagarh Sadar  | 987 644            |                  |
| Distretto di Rangpur     | Rangpur           | 2 881 086          |                  |
| Distretto di Thakurgaon  | Thakurgaon Sadar  | 1 390 042          |                  |

Divisione di Sylhet
| Distretto                | Capoluogo         | Popolazione (2011) | Superficie (km²) |
| ------------------------ | ----------------- | ------------------ | ---------------- |
| Distretto di Habiganj    | Habiganj Sadar    | 2 089 001          |                  |
| Distretto di Maulvibazar | Maulvibazar Sadar | 1 919 062          |                  |
| Distretto di Sunamganj   | Sunamganj Sadar   | 2 467 968          |                  |
| Distretto di Sylhet      | Sylhet            | 3 434 188          |                  |